# Magdaleniense Inferior
El Magdaleniense Inferior es el primer estado de la cultura Magdaleniense, con la que termina el Paleolítico Superior (del 18.000/15.000 al 10.000/8.000 a. C. aproximadamente). Como características comunes cabe citar los buriles, raspadores y raspadores-buriles. Se divide en tres estadios, I, II y III.

## Características del Arte Magdaleniense
Destaca la realidad de las imágenes ya que se representan con gran realismo. La representación del movimiento hace de estas imágenes más naturales. Las imágenes aparecen completas o en un 70 u 80 % de su totalidad. Se utilizan técnicas mixtas como pueden ser el grabado, la pintura (con varios colores no solo se utiliza el rojo y el negro como en etapas anteriores), la talla, el dibujo, etc. Definitivamente las figuras del periodo magdaleniense destacan por su complejidad y destreza a la hora de su elaboración.

### Magdaleniense Inferior, estadio I
Se caracteriza por raederas, extrañas piezas de sílex pequeñas y toscos retoques, perforadores múltiples y azagayas de base biselada.

### Magdaleniense inferior, estadio II
Caracterizado por la existencia de triángulos escalenos.

### Magdaleniense inferior, estadio III
Caracterizado por puntas de azagaya de hueso con largo bisel, a veces con surco.
- Datos: Q5679300